# 美丽生灵
是一部2013年上映的美国浪漫歌德式奇幻電影，改編自卡米·加西亞和瑪格麗特·史托爾2009年的同名小說《美麗魔物》。本片由理查·拉葛瑞夫尼斯執導和編劇，主演是艾登·艾倫瑞克、愛麗絲·英格柏、傑瑞米·艾恩斯、愛瑪·湯普森、維奧拉·戴維斯、艾美·羅森、湯瑪斯·曼恩和艾琳·阿特金斯。

## 故事
故事描述平凡少年伊森，竟然愛上了來自女巫家族的蕾娜，而且在還沒見過她之前，就已經在夢中愛上她了。
伊森幾個月來，一直重複做著相同的夢，有個神祕女孩在南北戰爭的戰場上等待他。伊森渴望跟她在一起，不過有個未知的危險伺機而動，天空不時出現槍響般的閃電，而在他未能觸及那個女孩之前就遭到閃電擊斃。
然而，這場危機四伏的怪夢卻喚醒伊森的自覺，他從小就住在南卡羅來納州的蓋林鎮，是一個跟不上21世紀的保守南方小鎮，凡事從不改變或進展。他感覺受困在單親的家中，父親因母親的驟逝變得孤僻自閉，伊森只能靠閱讀幻想不同的生活。
不過伊森的平凡人生因蕾娜的出現起了變化，這個美麗又神祕的女孩是麥坎雷的姪女，人稱雷老頭的麥坎是隱遁在雷氏莊園的主人。伊森立刻受到蕾娜吸引，即使她似乎會帶來不明的毀滅力量，而且她竟然是一名巫師，擁有無法掌控的強大力量。
思想保守的林肯太太領導全部鎮民想要驅逐蕾娜，另一方面瞭解隱情的當地圖書館員艾瑪害怕歷史可能會重演，這段無人知曉的過去敘說著雷氏家族的祕密及蕾娜所受的詛咒，在她逼近的16歲生日來到時，她注定會轉化為光明或黑暗巫師。
蕾娜的命運似乎已由這個詛咒決定，這也使她和伊森捲入充滿魔咒和危險的混亂局面，他們可能永遠無法逃脫既定的宿命……。 

## 演員
- 艾登·艾倫瑞克 飾 伊森·魏特 （Ethan Wate）
- 愛麗絲·英格柏（英语：Alice Englert） 飾 蕾娜·杜凱（Lena Duchannes）
- 傑瑞米·艾恩斯 飾 麥坎·雷（Macon Melchizedek Ravenwood）
- 維奧拉·戴維斯 飾 Amarie Treadeau
- 艾美·羅森 飾 萊德莉·杜凱（Ridley Duchannes）
- 湯瑪斯·曼恩 飾 林克（Link）
- 愛瑪·湯普森 飾 林肯太太/莎拉芬恩（Mavis Lincoln/Sarafine Duchannes）
- 素兒·德芝 飾 愛蜜莉·艾雪（Emily Asher）
- 蒂凡尼·布恩（英语：Tiffany Boone） 飾 莎凡娜·史諾（Savannah Snow）
- 艾琳·阿特金斯 飾 Emmaline Duchannes
- 瑪果·麥汀達爾 飾 Delphine Duchannes
- 凱爾·加納 飾 Larkin Kent
- 瑞秋·布羅斯納安 飾 Genevieve Katherine Duchannes
- 普魯特·泰勒·文斯（英语：Pruitt Taylor Vince） 飾 Mr. Lee
- Robin Skye 飾 Mrs. Hester
- Randy Redd 飾 Reverend Stephens
- 蘭斯·E·尼克爾斯（英语：Lance E. Nichols） 飾 Mayor Snow
- Leslie Castay 飾 Principal Herbert
- Sam Gilroy 飾 Ethan Carter Wate
- Gwendolyn Mulamba 飾 Mrs. Snow
- Cindy Hogan 飾 Mrs. Asher

## 外部連結
- 官方网站
- 互联网电影数据库（IMDb）上《美麗魔物》的资料（英文）
- Box Office Mojo上《美麗魔物》的資料（英文）
- 爛番茄上《美麗魔物》的資料（英文）
- Metacritic上《美麗魔物》的資料（英文）